# متغیر حالت
متغیر حالت (به انگلیسی: state variable) یکی از مجموعه متغیرهایی است که برای توصیف «حالت» ریاضی یک سامانه پویا استفاده می‌شود. به‌طور شهودی، حالت یک سامانه به اندازه کافی در مورد سامانه توضیح می‌دهد تا رفتار آینده آن را در غیاب هیچ نیروی خارجی مؤثر بر سیستم تعیین کند. مدل‌هایی که از معادلات دیفرانسیل مرتبه اول جفت شده تشکیل شده‌اند به شکل متغیر حالت هستند.

## مثال‌ها
- در سامانه‌های مکانیکی، مختصات موقعیت و سرعت قطعات مکانیکی متغیرهای حالت نوعی هستند. با دانستن این موارد، می‌توان وضعیت آینده اشیاء در سامانه را تعیین کرد.
- در ترمودینامیک، یک متغیر حالت، یک متغیر مستقل از یک تابع حالت است. به عنوان مثال می‌توان به انرژی داخلی، آنتالپی، دما، فشار، حجم و آنتروپی اشاره کرد. گرما و کار توابع حالت نیستند، بلکه توابع فرایند هستند.
- در مدارهای الکترونیکی /الکتریکی، ولتاژ گره‌ها و جریان‌های عبوری از اجزای مدار معمولاً متغیر حالت هستند. در هر مدار الکتریکی، تعداد متغیرهای حالت برابر است با تعداد عناصر ذخیره‌ساز (مستقل) که سلف و خازن هستند. متغیر حالت برای یک سلف جریان عبوری از سلف است، در حالی که برای یک خازن ولتاژ دوسَر خازن است.
- در مدل‌های اکوسیستم، اندازه جمعیت (یا تراکم) گیاهان، حیوانات و منابع (مواد مغذی، مواد آلی) متغیرهای حالت نمونه هستند.

## مهندسی سامانه‌های کنترل
در مهندسی کنترل و سایر حوزه‌های علم و مهندسی، از متغیرهای حالت برای نشان دادن حالات یک سیستم کلی استفاده می‌شود. مجموعه ای از ترکیبات ممکن از مقادیر متغیر حالت، فضای حالت سیستم نامیده می‌شود. معادلات مربوط به حالت فعلی یک سیستم به جدیدترین حالت‌های ورودی و گذشته آن را معادلات حالت و معادلات بیانگر مقادیر متغیرهای خروجی برحسب متغیرهای حالت و ورودی‌ها، معادلات خروجی نامیده می‌شوند. همان‌طور که در زیر نشان داده شده است، معادلات حالت و معادلات خروجی برای یک سیستم خطی ناوردا با زمان را می‌توان با استفاده از ماتریس‌های ضریب: A , B، C و D بیان کرد.
{\displaystyle A\in \mathbb {R} ^{N\times N},\quad B\in \mathbb {R} ^{N\times L},\quad C\in \mathbb {R} ^{M\times N},\quad D\in \mathbb {R} ^{M\times L},}
که در آن N , L و M ابعاد بردارهایی هستند که به‌ترتیب حالت، ورودی و خروجی را توصیف می‌کنند.

### سامانه‌های زمان گسسته
بردار حالت (بردار متغیرهای حالت) نشان‌دهنده وضعیت فعلی یک سامانه زمان گسسته (یعنی سیستم دیجیتال) است. {\displaystyle x[n]} ، که در آن n نقطه گسسته در زمان است که در آن سامانه درحال ارزیابی است. معادلات حالت زمان گسسته هستند:
{\displaystyle x[n+1]=Ax[n]+Bu[n],}
که وضعیت بعدی سامانه x [n +1] را با توجه به وضعیت فعلی و ورودی‌های سامانه را u[n] توصیف می‌کند. معادلات خروجی هستند:
{\displaystyle y[n]=Cx[n]+Du[n],}
که خروجی y[n] را با توجه به حالات فعلی و ورودی‌های سامانه u[n] توصیف می‌کند.

### سامانه‌های زمان پیوسته
بردار حالت نشان دهنده وضعیت فعلی یک سامانه زمان پیوسته (یعنی سیستم آنالوگ) {\displaystyle x(t)} است، و معادلات حالت زمان پیوسته که تکامل بردار حالت را می‌دهد
{\displaystyle {\frac {dx(t)}{dt}}=Ax(t)+Bu(t),}
که {\textstyle {\frac {dx(t)}{dt}}} سرعت پیوسته تغییر حالت سیستم با توجه به حالت فعلی x(t) و ورودی‌های u(t) سیستم را توصیف می‌کند. معادلات خروجی هستند
{\displaystyle y(t)=Cx(t)+Du(t),}
که خروجی y(t) را با توجه به حالات فعلی x(t) و ورودی‌های u(t) را به سیستم توصیف می‌کند.